# 550
Cette page concerne l'année 550  du calendrier julien. Pour l'année 550 av. J.-C., voir 550 av. J.-C. Pour le nombre 550, voir 550 (nombre).
L'année 550 est une année commune qui commence un samedi.

## Événements
- 16 janvier : Totila reprend Rome en soudoyant la garnison Isaurienne[1].
- 18 avril : affrontement entre factions sur l'Hippodrome de Constantinople[2].
- Printemps : 3000 Sklavènes (slaves) passent le Danube et l'Hèbre, puis se divisent pour ravager l'Illyricum et la Thrace. Ils prennent Topiron, sur le littoral, et peut-être Tsurulum, au nord-ouest d'Héraclée, puis retournent dans leur pays chargé de butin ; plus tard, ils passent de nouveau le Danube et avancent jusqu'à Naissus dans l'intention d'attaquer Thessalonique, puis se ravisent et marchent vers la Dalmatie où ils passent l'hiver[3].
- 2 juin[4] : Gao Yang devient l’empereur Wenxuandi (en), fondateur de la dynastie Qi du Nord (Bei Qi, Pei Ts’i) dans le Nord de la Chine[5]. Il succède à Xiaojingdi (en), unique empereur de dynastie Wei de l'Est de 534 à 550.
- 26 juin : le pape Vigile, retenu à Constantinople, se réconcilie avec Justinien[2]. Il introduit le nom de l’empereur d’Orient dans la date de ses actes[6].
- 28 juin : inauguration de l'église des Saints-Apôtres à Constantinople[2].

## Décès en 550
- 1er mars : Aubin, évêque d'Angers.
- 17 février : Trivier, ermite à Thérouanne.

- Germanus, général byzantin.